# Глуха кропива гладенька
Глуха кропива гладенька (лат. Lamium laevigatum L., рос. Ясно́тка пятнистая, дос. «ясно́тка плямиста») — багаторічна вітамінозна медоносна декоративна трав'яниста рослина родини глухокропивових; вид близький до глухої кропиви білої. Тіньовитривала рослина. Цвіте у травні — вересні.

## Назви
Глуха кропива лісова, глухавка, глухавка п'ятновата, глушиця, глушиця плямовата, дике кадило, медунка плямиста, окладник.

## Особливості
Відрізняється від близького виду дрібнішими рожево-пурпуровим віночком, бічні лопаті нижньої губи з одним шилоподібним зубцем. Заввишки від 20-25 до 50 см. Стебла висхідні або підведені прості або розгалужені, негусто опушені разом із черешками листків довгими, вниз нахиленими волосками. Листки черешкові, серцевидно-яйцевидні або яйцевидно-трикутні, не враховуючи здрібнених найнижчих, завдовжки 4-15 см.

### Ареал
Поширена майжена всій території України, окрім південного степу, а також в Криму в лісостепових і гірських районах. Росте у листяних лісах, по чагарниках, як бур'ян на лісокультурних площах і розсадниках, у садах та на городах.

### Склад
Рослина містить слиз, дубильні речовини, алкалоїд ламіїн, цукри, ефірні олії та сапоніни. У листках містяться каротин і вітамін С, тому їх вживають у їжу замість шпинату.

## Практичне використання
З лікувальною метою використовують у народній медицині. У ветеринарії глуху кропиву використовують для лікування рожистих запалень у свиней.  Глуху кропиву споживає худоба, а також птиця.

### Збирання, переробка та зберігання
Збирають повністю розквітлі віночки, обриваючи їх руками. Швидко сушать у затінку при температурі не вище 25 °С. Зберігають у щільно закритих коробках.